# Haus Rissen Hamburg – Institut für Internationale Politik und Wirtschaft
Haus Rissen Hamburg – Institut für Internationale Politik und Wirtschaft ist ein gemeinnütziges, unabhängiges und überparteiliches Fortbildungsinstitut mit Sitz im Hamburger Stadtteil Rissen. Gegründet 1954 durch Erik Blumenfeld und weitere Hamburger Persönlichkeiten aus Wirtschaft, Politik, Medien und Wissenschaft, bietet das Institut Seminare, Workshops und andere Fortbildungsprodukte zu aktuellen Fragen aus Wirtschaft, Politik und Gesellschaft. Es ist ein durch die Bundeszentrale für politische Bildung anerkannter Träger der Politischen Bildung.

## Organisation und Finanzierung

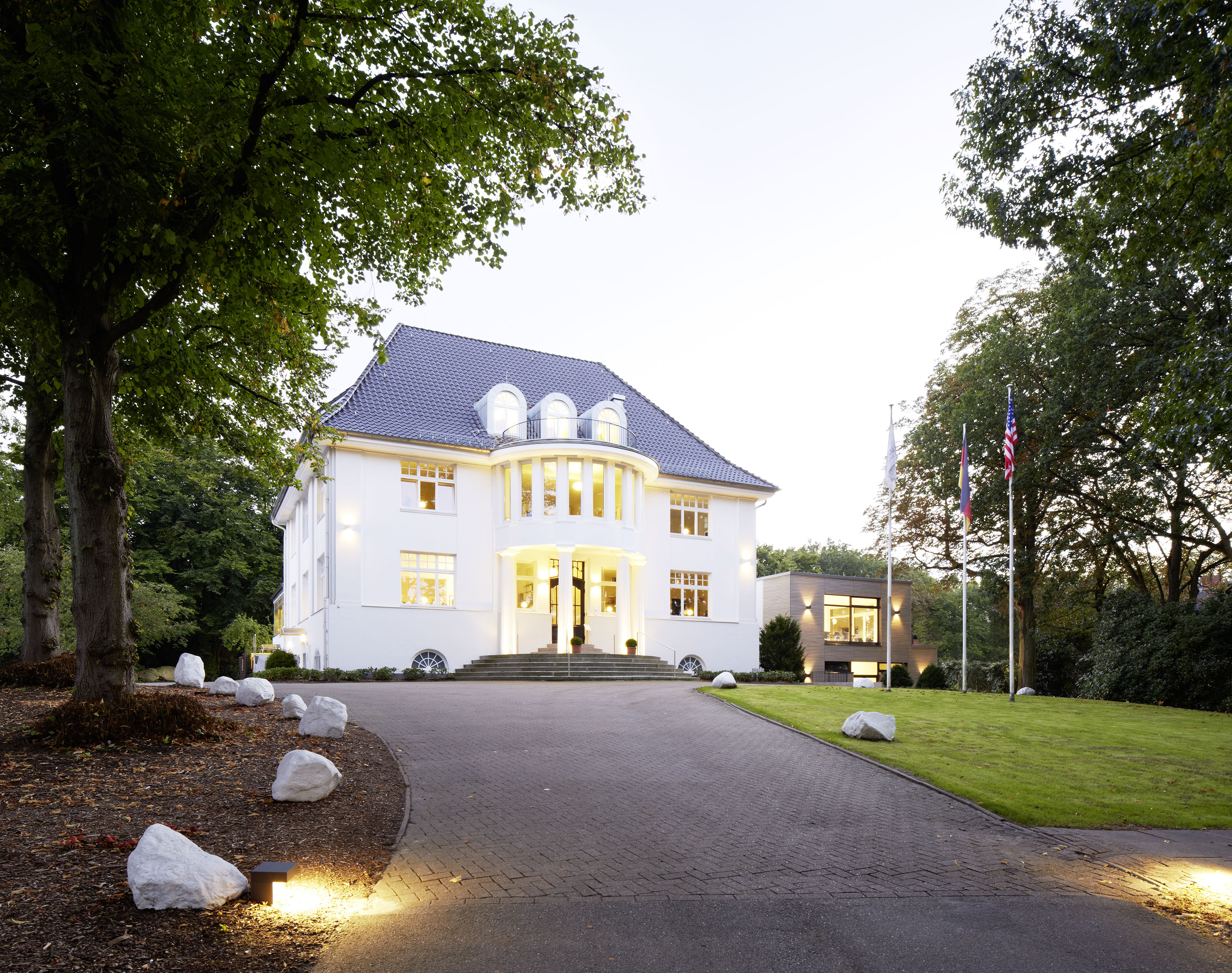
Hauptgebäude, April 2020

Das Institut beschäftigt 11 weitere Fachreferenten. Zu den Veranstaltungen und Seminaren werden auch externe Experten hinzugezogen. Insgesamt werden pro Jahr gut 200 Seminare und Veranstaltungen für unterschiedliche Zielgruppen aus Unternehmen, Schulen, den Streitkräften und anderen Institutionen durchgeführt.
Beratend wirkt ein Kuratorium von Persönlichkeiten aus Politik und Wirtschaft unter Vorsitz von Michael Otto. Getragen wird das Institut durch die gemeinnützige Gesellschaft für Politik und Wirtschaft e. V.
Die Organisation versteht sich selbst als Produkt der aktiven Bürgergesellschaft und hat keinen festen staatlichen, kirchlichen, politischen oder sonstigen Träger. Es finanziert sich zu über 70 Prozent aus Teilnehmergebühren der Seminare und dem hauseigenen Tagungsbetrieb wird für den restlichen Teil unterstützt durch einen Kreis von Förderern, Kooperationspartnern und Spendern. Die Seminare und Veranstaltungen finden vorwiegend im Institutsgebäude in Hamburg-Rissen, aber auch an anderen Orten in ganz Deutschland statt.

## Geschichte und Aufgaben

### Haus Rissen als Bildungsinstitut

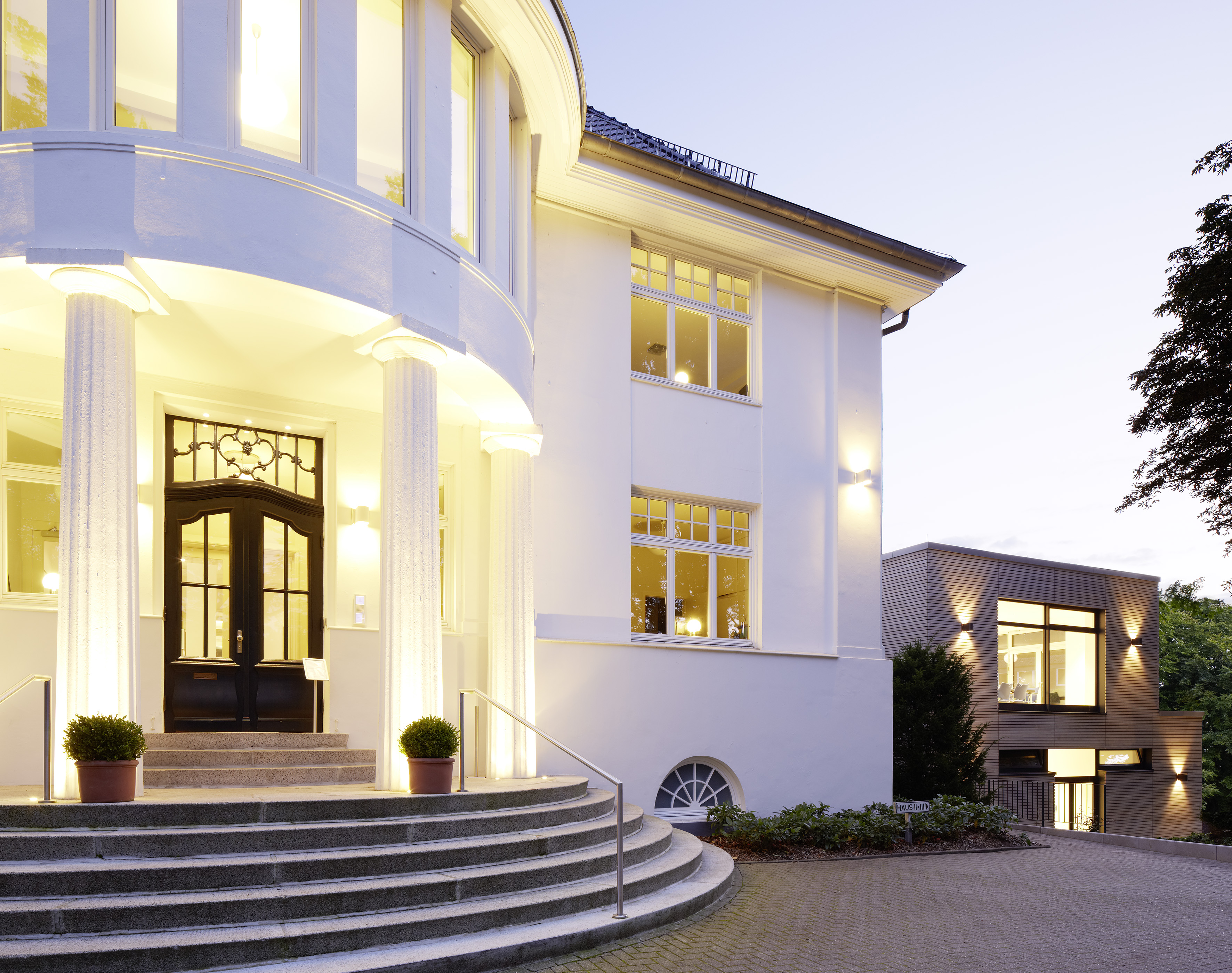
Eingang, April 2020

1954 wurde die Einrichtung durch Hamburger Persönlichkeiten aus Wirtschaft, Politik, Wissenschaft und Medien gegründet, um nach dem Zweiten Weltkrieg die demokratische Neuausrichtung der jungen Bundesrepublik zu unterstützen und zur Einbindung des Landes in den Westen beizutragen. Dieser Gründungsimpuls ist im Satzungszweck des Instituts festgehalten: „Jugend für Demokratie und Marktwirtschaft zu gewinnen und die Völkerverständigung zu fördern“. Bis heute liegt deshalb einer der Schwerpunkte des Instituts in der politischen Bildungsarbeit mit Schulen aus dem gesamten Bundesgebiet. Der Gründer der Atlantik-Brücke, Erik Blumenfeld, engagierte sich aktiv beim Aufbau des Hauses Rissen und leitete das Kuratorium des Instituts bis 1981. Deshalb gehört auch die Pflege der transatlantischen Beziehungen bis heute zu den Arbeitsschwerpunkten des Instituts.
Bundespräsident Karl Carstens würdigte angesichts des 25. Vereinsjubiläums 1979 in einem Schreiben an Institutsdirektor Gerhard Merzyn die Arbeit des Hauses:

„25 Jahre Haus Rissen, das bedeutet 25 Jahre einer breit angelegten Bildungsarbeit auf hohem Niveau, die alle Fragen der Wirtschaft und der Gesellschaft, der Innen- und der Aussenpolitik einbezieht. Der Verein ist keiner  politischen Partei, keiner Konfession, keinem Interessenverband und auch keiner Ideologie verpflichtet. Es ist ein Umschlagplatz freier Meinungen, auf dem unterschiedliche Auffassungen zu Wort kommen und selbständiges Urteil gefragt ist.“

Das Institut hat auch stets mit geopolitischem Blick aktuelle weltweite Entwicklungen in den Blick genommen und in seinem Seminar- und Veranstaltungsangebot thematisiert.
In den 1950er Jahren gehörte dazu u. a. die Öffnung nach Amerika durch Behandlung transatlantischer Fragen, die Erörterung der Zukunft der neu entstandenen Europäischen Gemeinschaft, der Entwicklungen in Mittel- und Osteuropa sowie die Hinwendung zu Ländern der Dritten Welt wie etwa Indien.
In den 1960er Jahren ergänzte die intensive Beschäftigung mit der Deutschen Frage, die ersten Schritte der Entspannungspolitik und Fragen zu Politik und Strategie im Atomzeitalter die Themenpalette des Instituts ebenso wie die Entwicklung der postkolonialen Welt in Afrika, Mittel- und Fernost. 1965 fanden erstmals Seminare für Offiziere der westlichen Streitkräfte in Kooperation mit der Atlantik-Brücke statt, an denen bis heute über 12.000 Offiziere teilgenommen haben. Der Zukunftsforscher und Gründer des Hudson Institute, Herman Kahn, veranstaltete seit 1966 mehrere Jahre lang seine europäischen Sommerschule im Haus Rissen, und dessen Vorstände Eduard Pestel und Gerhard Merzyn gehörten im April 1968 zu den deutschen Gründungsmitgliedern des Club of Rome.
In den 1970er Jahren standen Themen die neu aufkommenden Fragen des nachhaltigen weltweiten Wirtschaftswachstums, die Öffnung Chinas und die geopolitischen Veränderungen Europas im Kern der Institutsarbeit. 1978 wurde die deutsche Sektion des Club of Rome durch Eduard Pestel im Institut gegründet und hatte bis 2005 dort seinen Sitz. Der damalige Leiter Uwe Möller war von 1992 bis 1998 Vorsitzender der deutschen Sektion und von 1999 bis 2007 weltweiter Generalsekretär des Club of Rome.
In den 1980er Jahren widmete sich das Institut auf nationaler Ebene beschäftigungspolitischen Fragen wie der Auswirkung moderner Technologien auf die Arbeitswelt und international u. a. den Umwälzungen in Osteuropa. Die Wende und friedliche Revolution in der DDR 1989/90 begleitete das Institut mit zahlreichen deutsch-deutschen Seminaren, Runden Tischen, Workshops, Klausurtagungen und anderen Formaten.
Bis zur Jahrtausendwende konzentrierte sich das Institut auf die Entwicklung des vereinten und erweiterten Europas sowie ausgewählte Weltgegenden und setzte einen Schwerpunkt in der publizistischen Arbeit durch zahlreiche Veröffentlichungen.
Seit 2008 ist der Verein wieder im Sinne des Gründungsauftrags als gemeinnütziges Fortbildungsunternehmen tätig und bietet mit jährlich gut 100 Seminaren, Workshops Vorträgen und Veranstaltungen Orientierungswissen zu aktuellen Fragen einer globalen Welt im Wandel. Seinen Kunden aus Unternehmen, Verwaltung und Streitkräften liefert das Institut auf die individuellen Bedürfnisse zugeschnittene Seminare und Fortbildungsangebote aller Art, entweder im institutseigenen Fortbildungszentrum in Hamburg-Rissen oder bei den jeweiligen Kunden vor Ort. Bis zum 1. Oktober 2014 lautete der Name Haus Rissen Hamburg – Internationales Institut für Politik und Wirtschaft. Im Zuge der Neuausrichtung nahm das Institut den heutigen Namen an.
Für Schüler und Jugendliche vermittelt das Institut im Rahmen seiner Jugendarbeit wirtschaftliches und politisches Orientierungswissen mit dem Ziel, aktuelle nationale wie globale Ereignisse zu verstehen und einzuordnen, um darauf aufbauend Lösungs- und Handlungsmöglichkeiten erarbeiten zu können. Dazu gehört auch seit 2017 die Ausbildung von jungen Erstwählern zu Wahlhelfern bei den aktuellen Bundestags- und Landtagswahlen sowie bei Europawahlen im Rahmen des Programms Erstwahlprofis.
Im Sinne des Gründungsauftrags von 1954 trägt Haus Rissen mit seinen Angeboten dazu bei, die politische Urteilsfähigkeit junger Menschen zu schärfen und damit die Bindekraft der Gesellschaft aus der Mitte heraus zu stärken.

### Die Räume der Villa Rissen
Die Räumlichkeiten, die dem Haus Rissen zur Verfügung stehen, werden seit 2012 nicht ausschließlich für eigene Veranstaltungen des Institutes genutzt. Unter der Marke VILLA RISSEN ist es möglich, die Räume für Seminare, Tagungen und Feiern anzumieten. Die Räume sind nach der grundlegenden Modernisierung des Haupthauses im Jahr 2012 und dem Neubau der weiteren Seminarräume im Jahr 2016 auf dem neuesten Stand ausgestattet. Seit dem Januar 2019 werden auch Übernachtungsmöglichkeiten im neu errichteten HAUS RISSEN Gästehaus des Instituts mit 30 Zimmern angeboten.

### Vorgeschichte des Gebäudes
1921 wurde das Hauptgebäude als großbürgerlicher Landsitz für den Kaufmann Albert Ernst Vesper durch die Architekten Krenzki und Wille, Hamburg, auf der Fläche eines abgebrannten Vorgängerbaues, errichtet. Noch im selben Jahr kam es zum Verkauf des Hauses in der Inflationszeit, danach häufig wechselnde Eigentums- und Nutzungsverhältnisse.
Von 1934 bis 1945 befand sich auf dem Gelände die „Gauführerschule“ der Deutschen Arbeitsfront, einer Unterorganisation der Nationalsozialistischen Deutschen Arbeiterpartei (NSDAP). Sie trug den Namen „Gau-Betriebsgemeinschaftsschule Carl Heinzelmann“ und wurde von Rudolf Habedank geleitet. Die Schule wurde 1934 vom damaligen Gauleiter in Hamburg, Karl Kaufmann (1900–1969), eröffnet.
Nach dem Ende des Nationalsozialismus diente das Haus von 1946 bis 1954 als Schulungsstätte für Mitarbeiter des Justizvollzugsdienstes der drei westlichen Besatzungszonen mit Unterbringung von Strafgefangenen im Untergeschoss des Haupthauses und benachbarten Gebäuden. 1952–1954 stand das Gebäude leer. Danach wurde es vom Trägerverein des heutigen Bildungsinstitutes übernommen und zu einem Ort politischer Bildungsarbeit umgestaltet.

## Geschäftsführung
- Gerhard Merzyn (1954–1983)
- Hans-Viktor Schierwater (1983–1993) und
- Uwe Möller (1983–1998)
- Peter Robejsek (1998–2007)
- Philipp-Christian Wachs (2008–2021)
- Verena Fritzsche (2021–2023)
- Gabriela Rieck (2023–2024)
- Dirk Schmittchen (kommissarisch 01.01. – 31.05.2025)
- Jörg Hausendorf und Dirk Schmittchen

## Vorsitzende des Kuratoriums
- Erik Blumenfeld (1954–1982)
- Michael Otto (seit 1983)

### Kuratoriumsmitglieder (Stand Februar 2025)
- Söncke Fock, Vorsitzender der Geschäftsführung, Agentur für Arbeit Hamburg
- Rüdiger Grube, Lazard & Co. GmbH
- Hagen Heigel, Geschäftsführer Heigel Healthcare GmbH, Hanstedt
- Christina Kümpers, Geschäftsführende Gesellschafterin, Forum Alstertal Betreuungsservice und Veranstaltungszentrum GmbH, Hamburg

- Doris Mailänder, Inhaberin und Geschäftsführerin Mailaender Executive Plus GmbH, Hamburg
- Randy Opoku-Nsiah, EnBW Mobility + AG & Co. KG, Manager Regionaler Vertrieb
- Michael Otto, Otto Group
- Karin Prien, Bundesministerin für Bildung, Familie, Senioren, Frauen und Jugend
- Peter Tschentscher, Erster Bürgermeister der Freien und Hansestadt Hamburg
- Thomas Vinnen, Geschäftsführer, Nord Leasing GmbH
- Braunschweiger Privatbank, vertreten durch Michael Feisthauer, Direktor Wealth Management
- VTG AG, vertreten durch Kerstin Kamphaus, Geschäftsführung

Quelle:

## Mitgliedschaften
- Arbeitskreis deutscher Bildungsstätten
- Bundesverband Deutscher Stiftungen
- Netzwerk Politische Bildung Bundeswehr
- Bündnis Ökonomische Bildung[4]